# Puy de Baudet
Le puy de Baudet est un sommet des monts Dore dans le Massif central.

## Géographie
Le puy est situé sur les communes d'Orcival et de Saulzet-le-Froid, au nord-est du puy de l'Aiguiller.

## Protection environnementale
Son versant occidental est inclus dans le site Natura 2000 « Monts Dore », tandis que l'intégralité de son sommet est répertoriée dans la ZNIEFF de type 2 « Monts Dore », ainsi que dans la ZNIEFF de type 1 « Puy de l'Aiguiller - Col de la Croix Saint-Robert ».